# カン・ソンフン

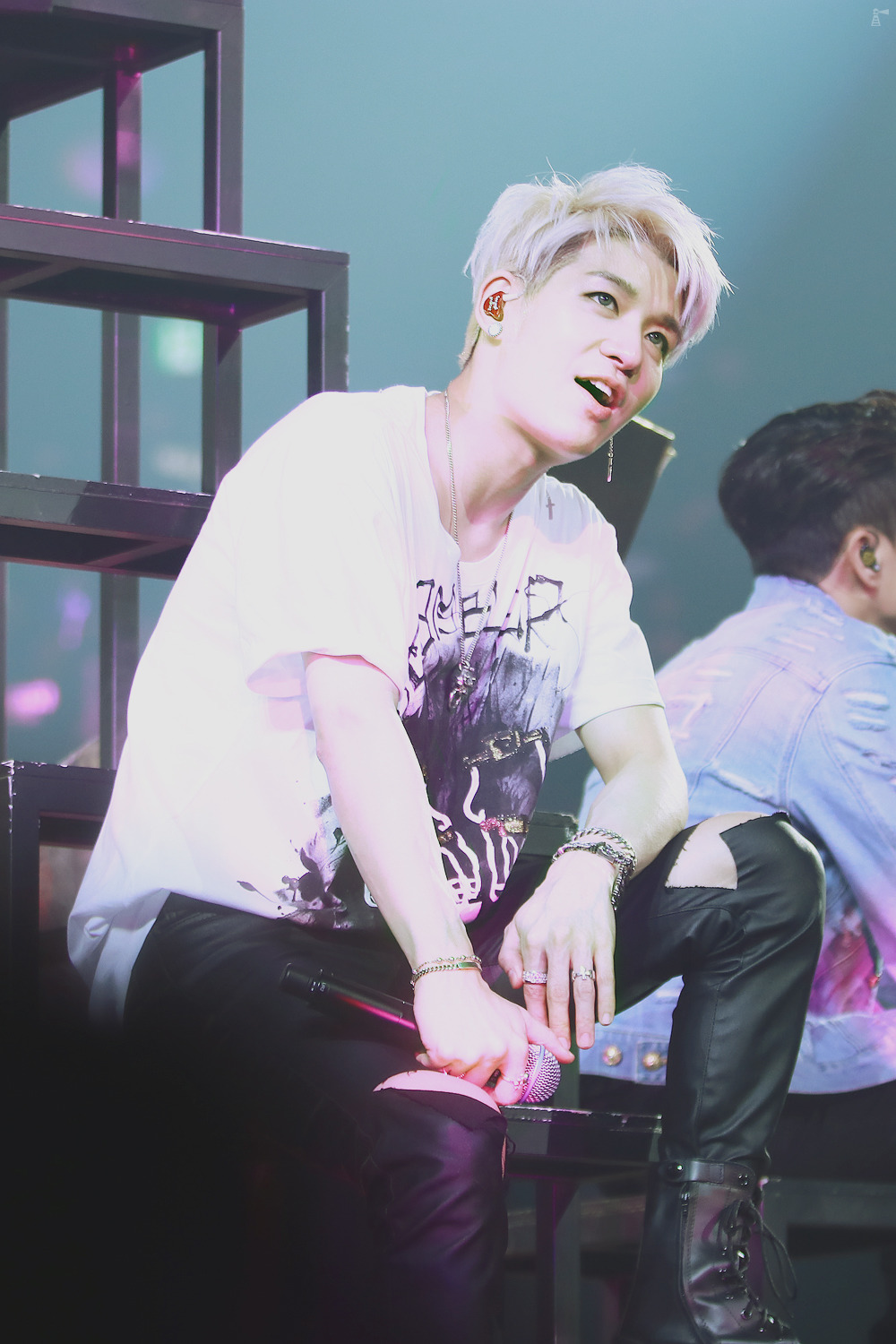
Sechs KiesのコンサートYellow Note Finalに出演中のカン・ソンフン（2017年1月22日）

カン・ソンフン（姜成勳、강성훈、1980年2月22日 - ）は、韓国で活動するアイドル歌手である。

## 来歴
ハワイ遊学中に大成企画(現・DSPメディア)のイ・ホヨン社長にウン・ジウォンと共にスカウトされ、1997年に韓国の第1世代アイドルグループSechs Kiesのメインボーカルとしてデビュー。
2000年のグループ解散後はソロ歌手として活動を開始(2001年)、計4枚の正規アルバムを発表している。
2005年にゲーム開発会社で兵役代替服務をしたが、2007年以降勤務状況が兵役特例不正と判断され再入隊検査を受けた。また2011年以降金銭貸借トラブルにより6件告訴され、内1件で有罪判決を受けたために芸能活動を自粛。

2016年にSechs Kiesの再結成後、メインボーカルとして芸能界復帰し活動を再開したが、度重なる金銭トラブル等から2018年12月31日付で所属事務所との契約を解除、Sechs Kiesメンバーとしての活動も無期限休止を発表した。

## ディスコグラフィ

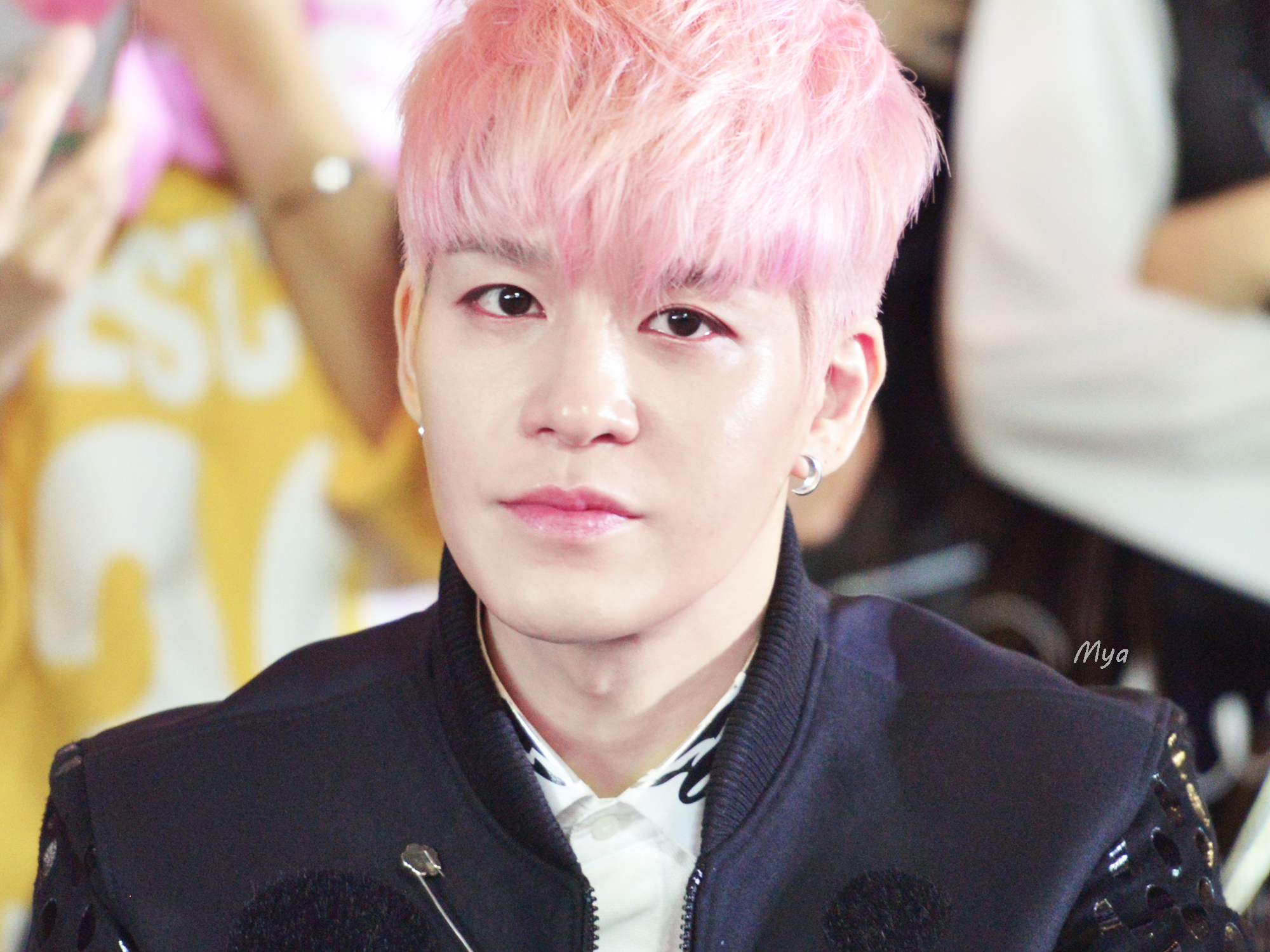
2016年のソウル・ファッション・ウィークにて

### アルバム
- 1集「緊急(飛翔)」
- 2集「Kang Sung Hoon Vol.2」
- 3集「Hoony 03」
- 4集「Everlasting」

## 出演
- 映画「Seventeen」(1998年)

## ミュージカル
- 「アリババと40人の盗賊」(1998年)

## 広報大使
- 首相青少年保護委員会青少年保護の広報大使(2003年)
- 韓国ハビタットの広報大使(2010年)